# Antônio Avancini Fragomeni
Antônio Avancini Fragomeni (Rio Grande do Sul) foi um economista e político brasileiro, que fez carreira no Banco do Brasil. Gaúcho, foi no governo do Distrito Federal que ele foi nomeado Secretário de Finanças em 8 de novembro de 1971, pela Lei nº 4.545, de 10 de dezembro de 1964. Também se tornou Presidente do Banco de Brasília (BRB) no mesmo período.

## Biografia
Além de bancário e secretário de finanças do Distrito Federal, Fragomeni comandou o DF por cinco dias: 24 a 29 de janeiro de 1973, substituindo Hélio Prates (primeiro governador do DF).[carece de fontes?]
O Distrito Federal começou a ser dirigido por governadores em 17 de outubro de 1969, como decretou a Emenda Constitucional nº 1. Anteriormente o DF era dirigido pela Prefeitura do Distrito Federal, criada pela Lei nº 3.751 de 13 de abril de 1960, sendo o seu primeiro Prefeito, Israel Pinheiro, o então Presidente da Companhia Urbanizadora da Nova Capital do Brasil – Novacap.